# إي - 2 هوك آي
إي - 2 هوك آي طائرة إنذار مبكر أمريكية تعمل في جميع الأحوال الجوية بنظام الإنذار المبكر والتحكم (أواكس). بها محركان دفع توبينى صمما من قبل غرومان لصالح بحرية الولايات المتحدة عام 1950 كبديل عن الطائرة إي 1 تراسر.
الطائرة طورت كثيرا حتى الطراز الأخير «إي 2 دى» والذي حلق لأول مرة عام 2007.
أطلق على الطائرة اسم «سوبر فاد» (Super Fudd)، والاسم الأكثر شهره هو المطرقة «هامر» (Hummer) نسبة إلى صوت محركيها الإثنين ذو الدفع التوربيني.

## تاريخ الخدمة
منذ استبدال «إي 1 تراسر» بـ «إي 2 هاوكي» عام 1964، أصبحت هي «عين السرب».
و قد خدمت لدى البحرية الأمريكية منذ حرب فيتنام وحتى الآن حول العالم.قادت إي 2 الطائرات المقاتلة إف 14 في الغارات على ليبيا عام 1985. وفي الآونة الأخيرة، قدم الطائرات الطراز «إي 2 سي» مساعدات عظيمة في عمليات ناجحة خلال حرب الخليج الثانية في توجيه الهجوم الأرضي والهجوم على الدوريات الجوية في العراق. «إي 2» أيضا ساهمت بشكل فعال مع قوات فرض القانون الأمريكي في الحد من عمليات تهريب المخدرات.
خلال غزو أفغانستان وغزو العراق، جميع أسراب «إي 2» العشرة الأمريكية أدارت لقوات المشاة على ميدان المعركة للهجوم على أهداف لأعدائها. أيضا قامت بعمليات بحث ميداني والتحكم في قوات الإنقاذ، بالإضافة لقيامها بعمليات اتصال بين القوات على الأرض والقوات البحرية.
خلال إعصار كاترينا، قدمت ثلاثة طائرات «إي 2» الدعم في عمليات الإنقاذ في المناطق الريفية بالإضافة إلى مراقبة الملاحة الجوية حول 3 ولايات أمريكية، وأيضا التحكم ومراقبة في مروحيات قوات حرس السواحل الأمريكية.
ستظل الطائرة «إي - 2 هوك آي» العنصر الأساسي في منظومة طائرات الإنذار المبكر الأمريكية.

## المستخدمون
- جمهورية الصين (4 طائرات طراز «إي -2 تي»، و 2 طراز «إي 2 كه».[3]
- مصر (القوات الجوية المصرية لديها 8 طائرات ويتم تحويلهم إلى «إي - 2 هوك آي 2000» حتى نهاية عام 2008.).
- فرنسا (الفيلق الجوي في البحرية الفرنسية هو الوحيد بعد الولايات المتحدة الذي يحمل طائرات هاوكى على حاملات طائرات، لديه 3 أسراب من طراز «إي 2 سي» ويسعى إلى تكوين السرب الرابع.).
- إسرائيل (لديها 4 طائرات حتى عام 1994. أول من ركب في الطائرة نظام إعادة ملء الوقود في الجو. باع 3 منهم إلى المكسيك، والرابعة أهداها إلى متحف القوات الجوية الإسرائيلية.).
- اليابان (لديها 13 طائرة من طراز «إي 2 سي».).
- المكسيك (حصلت على 3 طائرات من طراز «إي 2سى» من إسرائيل.).
- سنغافورة (لديها 4 طائرات من طراز «إي 2 سي».).
- الولايات المتحدة
  - بحرية الولايات المتحدة.
  - قوات حرس السواحل الأمريكية.

## المواصفات

### الصفات العامة
- الطاقم: 5 (طيارن، 3 ضباط من الفيلق الجوى بالبحرية، ضابط بمركز معلومات المعركة، ضابط التحكم الجوى، ضابط مشغل الرادار.).
- الطول: 17.56 متر.
- المسافة بين الجناحين: 24.58 متر.
- الارتفاع: 5.58 متر.
- مساحة الأجنحة: 65 متر².
- الوزن فارغة: 17,090 كجم.
- الوزن محملة: 23,391 كجم.
- أقصى وزن: 23,391 كجم.
- المحرك: محركان من نوع (Allison T56-A-425) أو من نوع (Allison T56-A-427) يعطي قوة دفع 3,800 كيلو نيوتن.

### الأداء
- السرعة القصوى: 604 كيلومتر/ساعة.
- المدى: 2,583 كيلومتر.
- أقصى ارتفاع: 9,390متر.
- معدل الصعود: 13 متر/ثانية.
- الحمل على الأجنحة: 355 كيلوجرام/متر².
- النسبة دفع-وزن: 0.32

## وصلات خارجية
- الصفحات جميعها باللغة الإنجليزية.
- ملف حقائق «إي 2».
- تاريخ «إي 2 سى» في الوقع الرسمى للبحرية الأمريكية.
- صفحة «إي 2» على موقع GlobalSecurity.org